# Arisarum proboscideum
Arisarum proboscideum  es una especie de planta fanerógama de la familia de las aráceas.

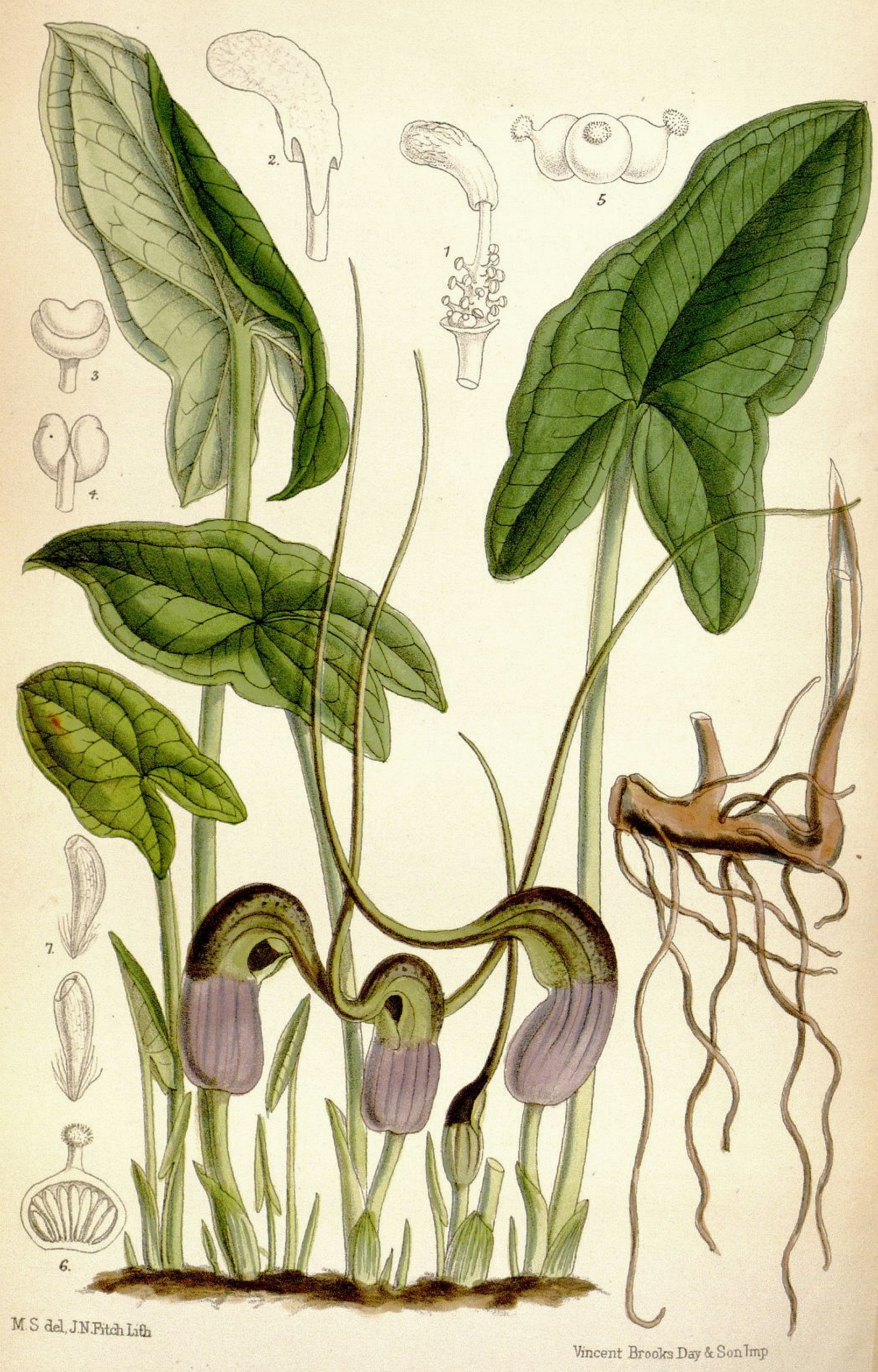
Ilustración

## Descripción
Planta herbácea, perennifolia, rizomatosa. Hojas hastadas, trilobuladas, largamente pecioladas, glaucas y de hasta 15 cm. Presenta en la espata una probóscide filiforme de hasta 10 cm. Inflorescencia en espádice, generalmente con una flor femenina, a veces dos o tres y hasta 16 masculinas.

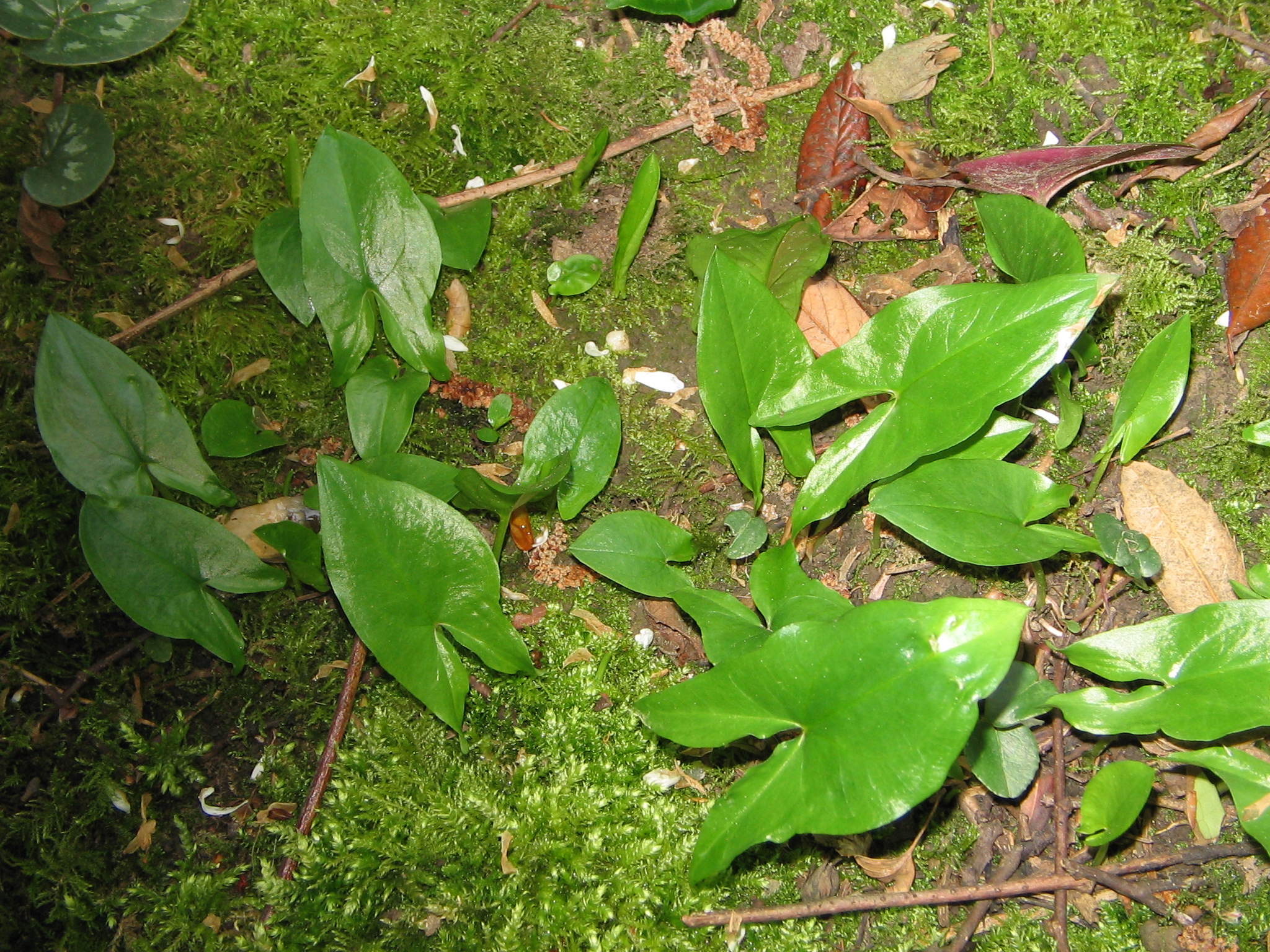
Hoyas
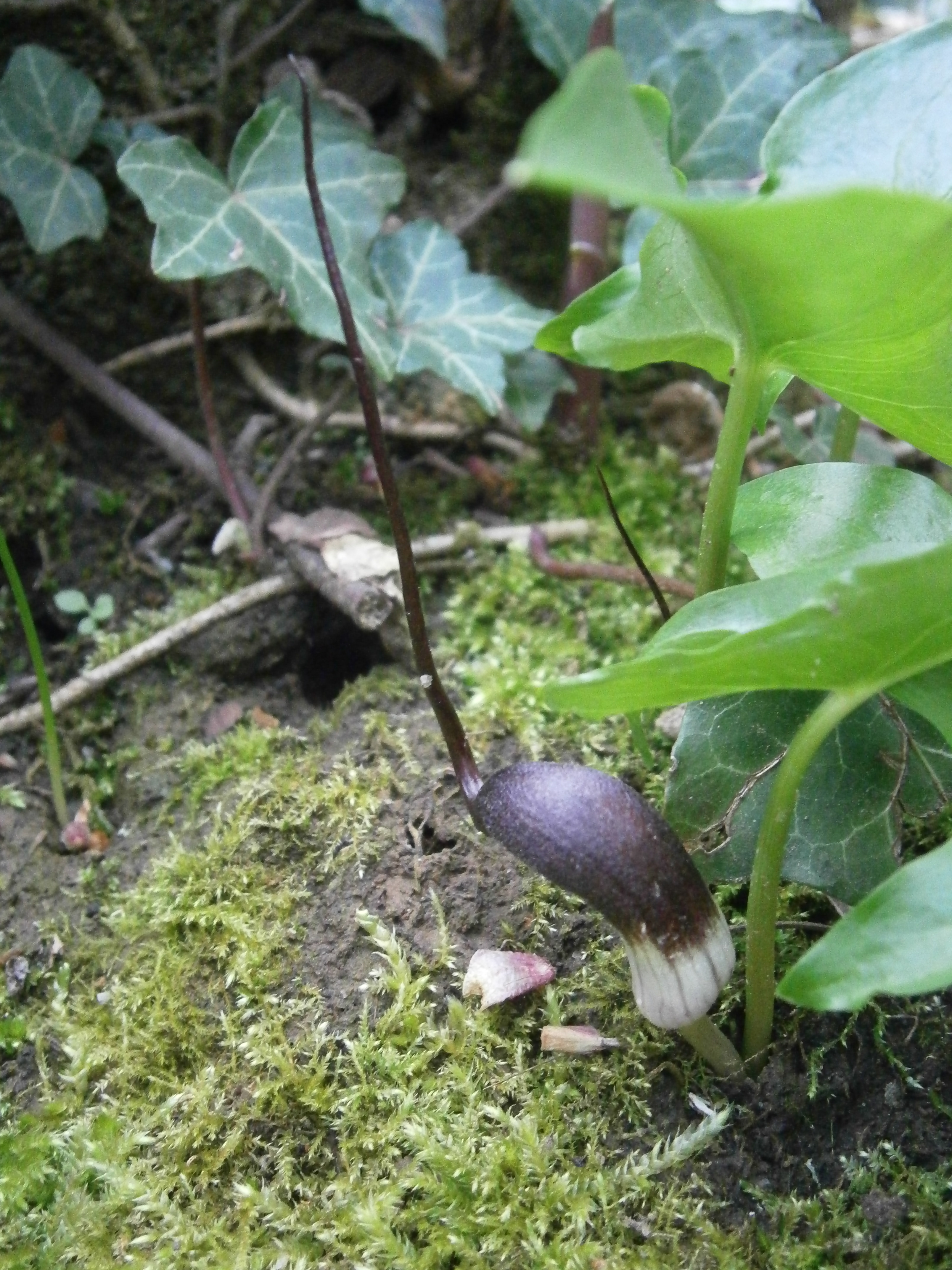
Inflorescencia

## Distribución y hábitat
Se extiende por el centro y sur de la península itálica y suroeste de la península ibérica. Vive en bosques de ribera. Florece en invierno y primavera.

## Taxonomía
Arisarum proboscideum fue descrita por (L.)Savi y publicado en Atti Reale Accad. Pistojese Sci., Mem. Mat. 1816: 234. [1816]
Citología
Número de cromosomas de Arisarum proboscideum (Fam. Araceae) y táxones infraespecíficos: 2n=28
Etimología
Arisarum: nombre genérico que deriva de "arista", por el espádice de la inflorescencia y "arum", la espata o vaina que protege la inflorescencia. 
proboscideum: epíteto latino que significa "como la trompa de un elefante".
Sinonimia
- Arum proboscideum L.
- Homaida proboscidea (L.) Raf.[5]

## Nombres comunes
- Castellano: candilito, cola de ratón, matacandiles.[6]